# Váci utca
Váci utca est une rue piétonne située dans Belváros, quartier du 5e arrondissement de Budapest. Il s'agit de l'une des principales rues piétonnes et peut-être la rue la plus célèbre du centre de la capitale hongroise. Elle dispose d'un grand nombre de restaurants et magasins principalement destinés au tourisme. La rue s'ouvre sur Vörösmarty tér
Parmi les nombreuses boutiques, on trouve sur Váci utca Zara, H&M, Mango, ESPRIT, Douglas Holding, Swarovski, Hugo Boss, Lacoste, Nike.

## Galerie de photos

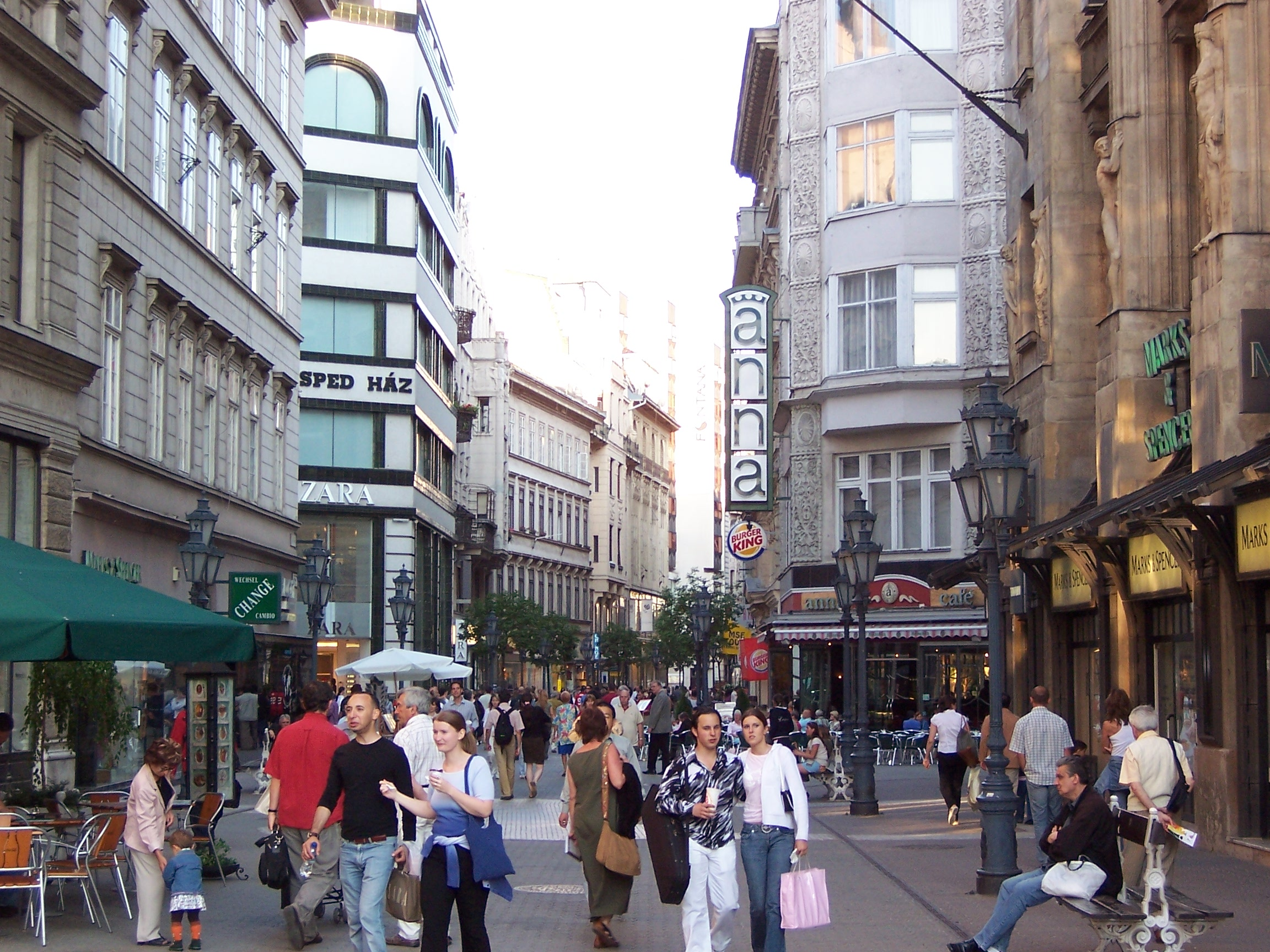
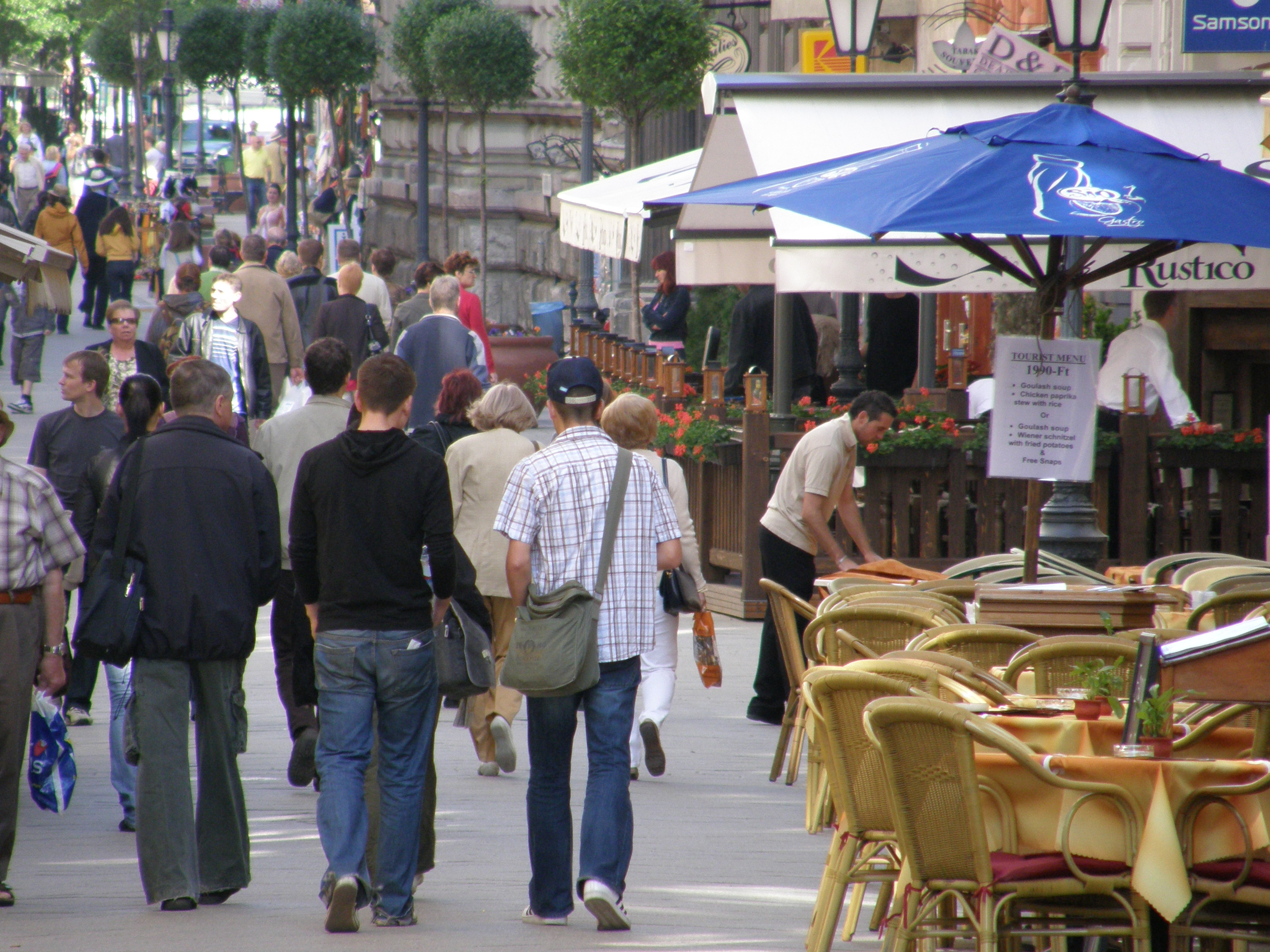
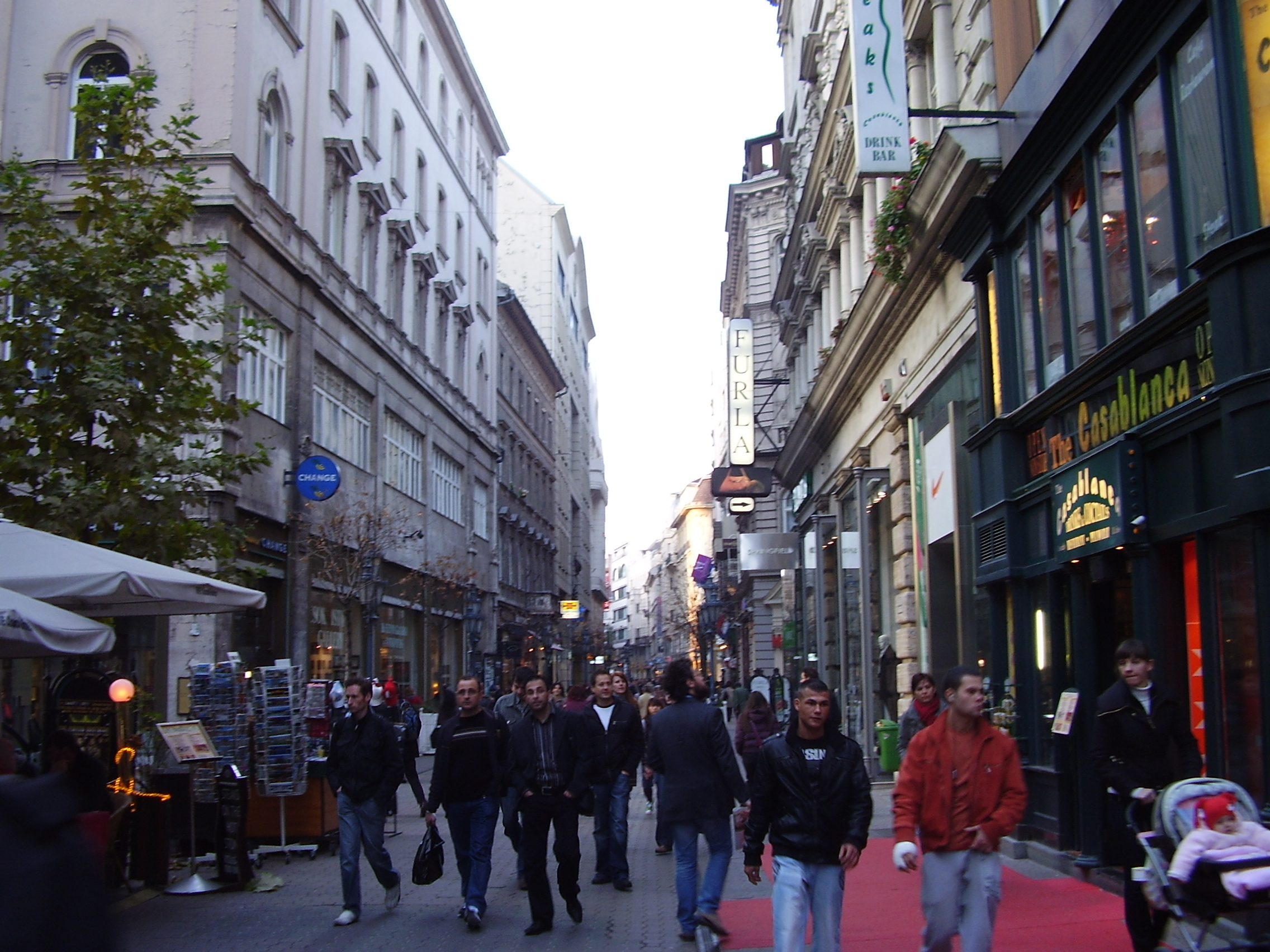
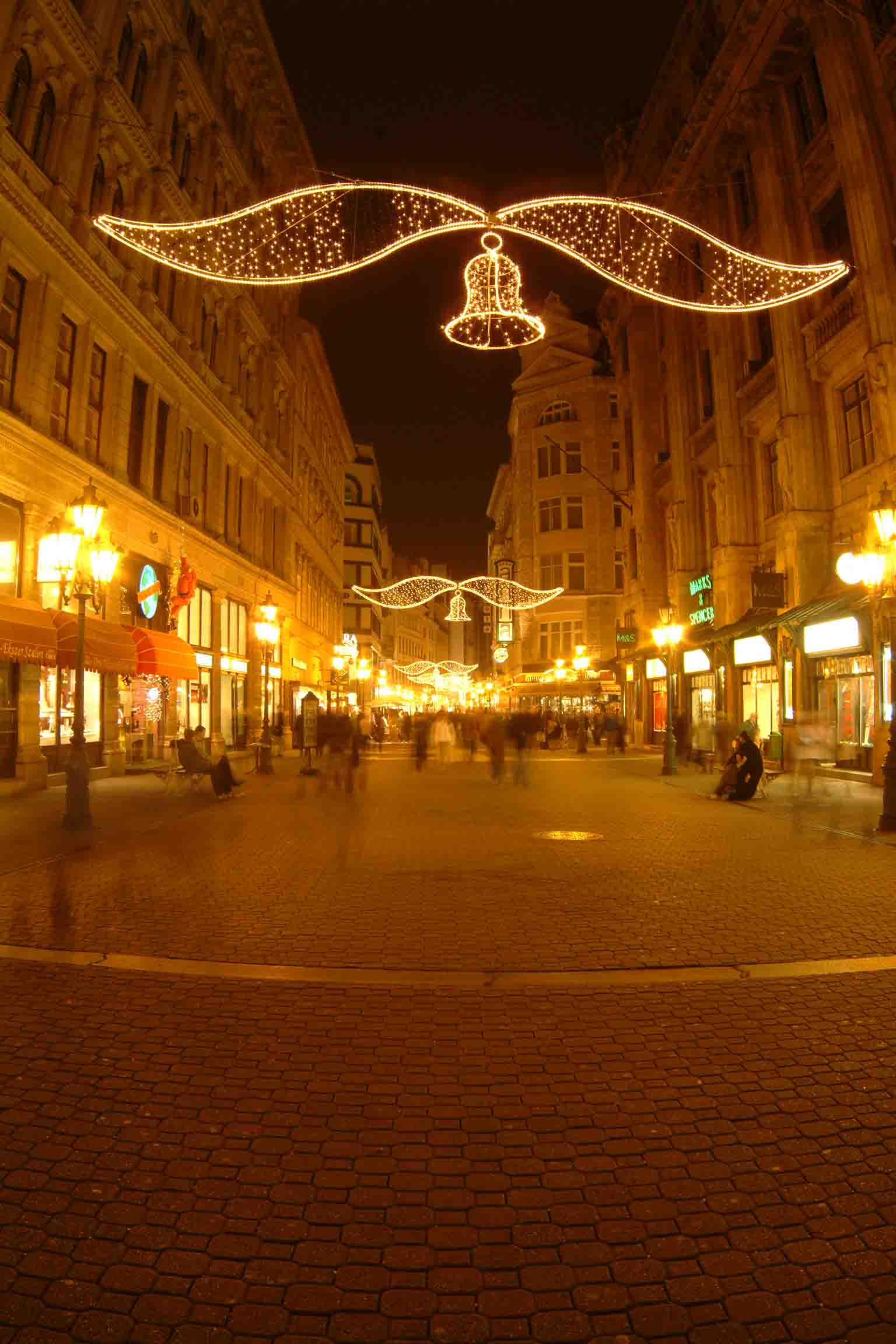
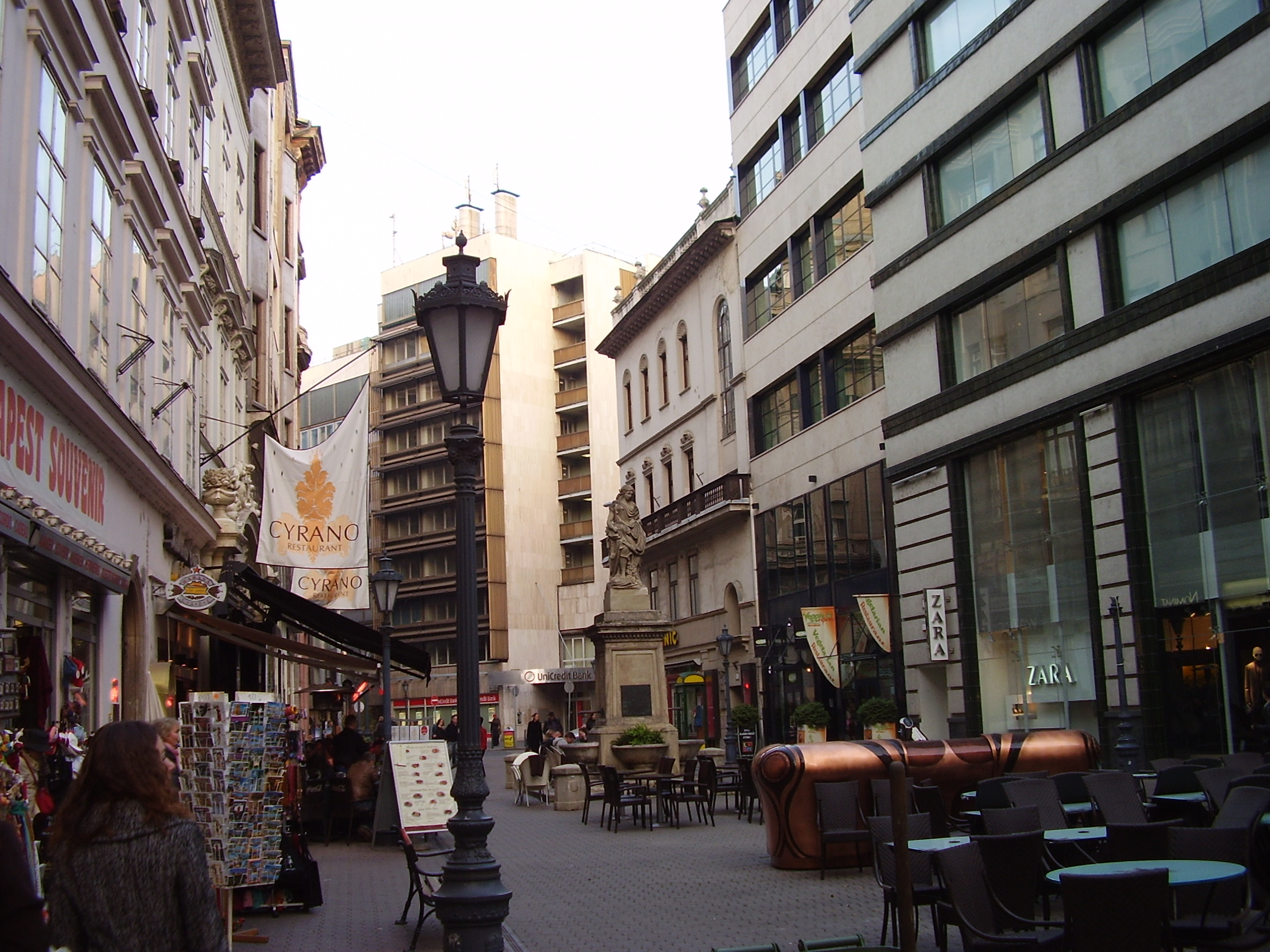